# Nile
Nile é uma banda estadunidense de death metal técnico da Carolina do Sul, formada em 1993. As músicas e letras são inspiradas em arte, religião, mitologia egípcia, árabe e mesopotâmica, bem como as obras de H. P. Lovecraft. Eles denominam seu som como Ithyphallic Metal.

## História
Nile foi formado em Greenville, Carolina do Sul, em 1993 por Karl Sanders (guitarra e vocal), Chief Spires (baixo e vocal), e Pete Hammoura (bateria). Dois anos após sua formação o grupo gravou duas demos, Festivals of Atonement, no mesmo ano, e a segunda teve seu título inspirado na obra de Gustav Holst — "Mars, the Bringer of War", Ramses Bringer of War foi lançada em 1996. Ambas as demos foram lançadas pelo seu próprio selo Anubis Records. Para promover estas demos, Nile realizou shows nos Estados Unidos com bandas como Cannibal Corpse, Obituary e Broken Hope. Em 1997 a demo Ramses Bringer of War, foi relançada [no formato EP] pela gravadora Visceral Productions.
Em abril de 1998, a banda lança seu álbum de estreia, Amongst the Catacombs of Nephren-Ka, que continha uma sonoridade diferente dos lançamentos anteriores. O álbum apresentava um som mais rápido, bruto, demonstrando grande habilidade e técnica apurada dos integrantes na parte instrumental; aí o Nile começava a mostrar seu estilo próprio de death metal. Durante a turnê para promover o lançamento, o grupo excursionou com as bandas Incantation e Morbid Angel.

Logotipo da banda

O guitarrista Dallas Toler-Wade, que já tocava com a banda desde 1997, participou das gravações do segundo disco de estúdio do grupo que saiu em setembro 2000, intitulado Black Seeds of Vengeance. Antes do lançamento, Pete Hammoura saiu da banda devido a ferimentos sofridos enquanto estava na turnê do "Catacombs". Ele rompeu seu manguito rotador e não conseguiu se recuperar completamente para excursar com a banda. Ele não queria sair e achou que  mais alguns meses de reabilitação poderia levá-lo à total recuperação. No entanto, quando a banda achou que ele estava atrasando-os, foi determinada a sua saída. Derek Roddy tocou em todas as faixas (exceto “To Dream of Ur”) como músico de sessão. Uma coleção de gravações remasterizadas, In the Beginning, foi lançada no mesmo ano.
Chief Spires deixou a banda poucos meses após o lançamento do Black Seeds alegando diferenças pessoais e profissionais. Ele foi substituído por Jon Vesano. A banda também encontrou um novo baterista: Tony Laureano.
Em 2002, In Their Darkened Shrines foi lançado. Dois vídeos foram gravados pelo diretor Darren Doane, "Sarcophagus" e "Execration Text".
Annihilation of the Wicked foi lançado em 2005, trazendo canções longas e elementos épicos para o som do quarteto. O novo baterista George Kollias entrou no lugar de Tony Laureano, que saiu antes das gravações começarem. Depois da gravação do baixo no disco, Jon Vesano também deixou o grupo e foi provisoriamente substituído por Joe Payne na turnê. Darren Doane dirigiu o videoclipe de "Sacrifice Unto Sebek".
Em maio de 2006, o Nile assinou contrato com a gravadora Nuclear Blast Records. Em 26 de fevereiro de 2007, entraram nos estúdios para começar a gravação do seu quinto álbum intitulado Ithyphallic. Karl Sanders anunciou a data de lançamento para 29 de junho pelo fórum oficial  da banda, mas depois remarcou para 20 de julho de 2007.
Em 2009 seguiu-se o álbum Those Whom the Gods Detest, lançado dia 3 de Novembro nos Estados Unidos e dia 6 de Novembro na Europa pela gravadora Nuclear Blast Records. Neste álbum estão grandes êxitos como "Permitting the Noble Dead to Descend to the Underworld" e "Kafir".

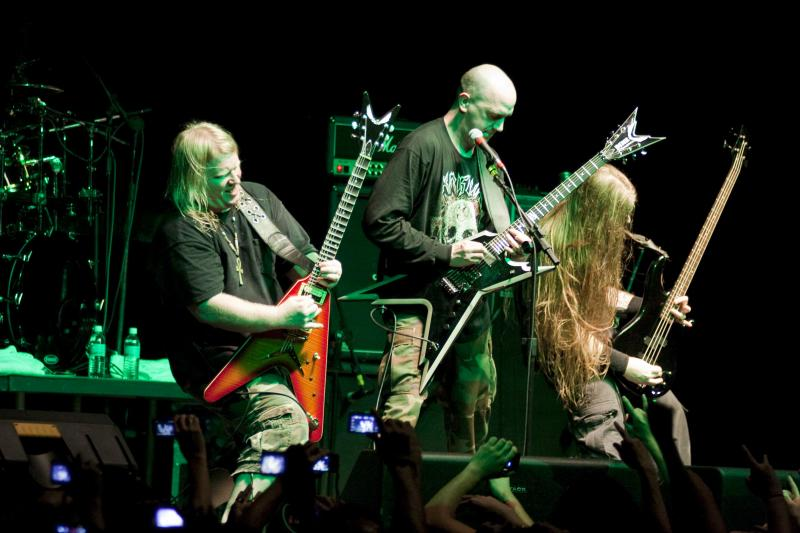
Nile em 2010

O baixista Chris Lollis, que já vinha tocando com a banda ao vivo desde 2007, foi efetivado em 21 de outubro de 2010. Em 11 de outubro de 2011, a Goomba Music lançou Worship the Animal, que é uma demo remasterizada da banda com título alternativo, a qual foi gravada com a formação original do Nile em 1994.
Em 6 de dezembro de 2011, o Nile anunciou o andamento do seu trabalho para o vindouro álbum de 2012. Karl Sanders comentou: "Nós estamos finalizando as gravações da bateria para o novo álbum - George, Dallas, Neil Kernon e eu extenuamo-nos com Bob Moore no Soundlab em Columbia SC, gravando a bateria. Estávamos à espera de uma sessão cansativa - parte desse material é muito difícil de compor e tecnicamente desgastante, mas George deu conta, terminando uma semana antes do previsto. Algumas partes da bateria neste registro será incompreensível à mente das pessoas para os próximos anos . No momento, estão de volta em Greenville, e começaremos  a trabalhar com as guitarras qualquer momento."
Em 2 de fevereiro de 2012, Sanders anunciou no Facebook que eles tinham um novo baixista, Todd Ellis, que deveria contribuir com vocais para a nova gravação. No dia seguinte ele explicou no fórum oficial da banda que havia perdido o contato com Chris Lollis durante a composição e gravação do futuro álbum e, depois de três meses de silencio por parte do mesmo, decidiu substituí-lo.
Em Junho de 2012 foi lançado o sétimo álbum cujo título é At the Gate of Sethu. Em 22 de novembro do mesmo ano, saiu o clipe de "Enduring The Eternal Molestation Of Flame".
Em janeiro de 2015 a banda anunciou que pretende fazer uma turnê em território europeu junto ao Suffocation em setembro e outubro, e o lançamento de seu oitavo álbum de estúdio deve ocorrer no verão do mesmo ano. No mês seguinte houve o pronunciamento oficial sobre a saída de Todd Ellis pelo próprio músico. Em maio foi divulgado no site da gravadora Nuclear Blast que o novo disco se chamará What Should Not Be Unearthed e será lançado em agosto de 2015.
Em fevereiro de 2017 foi anunciada a saída do integrante longa data Dallas Toler-Wade, guitarrista e principal vocalista; seu substituto será Brian Kingsland.

## Integrantes
| - Karl Sanders – vocal, guitarra, baixo, saz, bouzouki, teclado (1993–atualmente) - George Kollias – bateria, percussão (2004–atualmente) - Brian Kingsland - guitarra, vocais (2017–atualmente) - Dan Vadim Von – baixo, vocal (2023–atualmente) - Zach Jeter – vocal, guitarra (2023–atualmente) - Tim Yeung – bateria (2003) - Kreishloff – baixo, vocal (2005) - Steve Tucker – baixo, vocal (2005) - Joe Payne – baixo, vocal (2005-2007) | - Chief Spires – baixo, vocal (1993–2001) - Pete Hammoura – bateria, vocal (1993–2000) - John Ellers – guitarra (1996–1997) - Dallas Toler-Wade – vocal, guitarra, baixo (1997–2017) - Tony Laureano – bateria (2000–2004) - Jon Vesano – baixo, vocal (2001–2005) - Derek Roddy − bateria, percussão (no álbum Black Seeds of Vengeance) - Mike Breazale – vocal de apoio (em vários álbuns) - Chris Lollis – baixo, vocal (2007–2012) - Todd Ellis – baixo, vocal (2012–2015) - Brad Parris – baixo, vocais (2015–2022) |

## Discografia

### Álbuns de estúdio
| Ano  | Detalhes                                                         | Posições nas paradas musicais | Posições nas paradas musicais | Posições nas paradas musicais | Posições nas paradas musicais | Posições nas paradas musicais | Posições nas paradas musicais |
| Ano  | Detalhes                                                         | EUA Heat.                     | EUA 200                       | ALE                           | FRA                           | FIN                           | SUE                           |
| ---- | ---------------------------------------------------------------- | ----------------------------- | ----------------------------- | ----------------------------- | ----------------------------- | ----------------------------- | ----------------------------- |
| 1998 | Amongst the Catacombs of Nephren-Ka - Gravadora: Relapse Records | —                             | —                             | —                             | —                             | —                             | —                             |
| 2000 | Black Seeds of Vengeance - Gravadora: Relapse Records            | —                             | —                             | —                             | —                             | —                             | —                             |
| 2002 | In Their Darkened Shrines - Gravadora: Relapse Records           | —                             | —                             | —                             | —                             | —                             | —                             |
| 2005 | Annihilation of the Wicked - Gravadora: Relapse Records          | 12                            | —                             | —                             | —                             | —                             | 27                            |
| 2007 | Ithyphallic - Gravadora: Nuclear Blast Records                   | 4                             | 162                           | 76                            | 113                           | 13                            | —                             |
| 2009 | Those Whom the Gods Detest - Gravadora: Nuclear Blast Records    | 3                             | —                             | —                             | 149                           | 45                            | —                             |
| 2012 | At the Gate of Sethu - Gravadora: Nuclear Blast Records          | 2                             | 131                           | 27                            | 182                           | 37                            | 41                            |
| 2015 | What Should Not Be Unearthed - Gravadora: Nuclear Blast Records  | 2                             | —                             | 73                            | 132                           | 24                            | —                             |
| 2019 | Vile Nilotic Rites - Gravadora: Nuclear Blast Records            | —                             | —                             | 54                            | —                             | —                             | —                             |
| 2024 | The Underworld Awaits Us All - Gravadora: Napalm                 | —                             | —                             | 20                            | —                             | —                             | —                             |

### EPs
- Festivals of Atonement (1995)
- Worship the Animal - 1994: The Lost Recordings (2011)

### Singles
- Ramses Bringer of War (1997)
- Unas Slayer of the Gods (2002)
- Papyrus Containing the Spell to Preserve Its Possessor Against Attacks from He Who Is in the Water (2007)

### Coletâneas
- In the Beginning (1999)
- Legacy of the Catacombs (2007)

### Demos
- Nile (1994)

## Videografia
DVDs
- Making Things That Gods Detest (2010)

Vídeos musicais
- "Execration Text" (2002)
- "Sarcophagus" (2002)
- "Sacrifice Unto Sebek" (2005)
- "Papyrus Containing the Spell to Preserve Its Possessor Against Attacks from He Who Is in the Water" (2007)
- "Permitting the Noble Dead to Descend to the Underworld" (2010)
- "Enduring the Eternal Molestation of Flame" (2012)